# 莫里斯·芒德里永

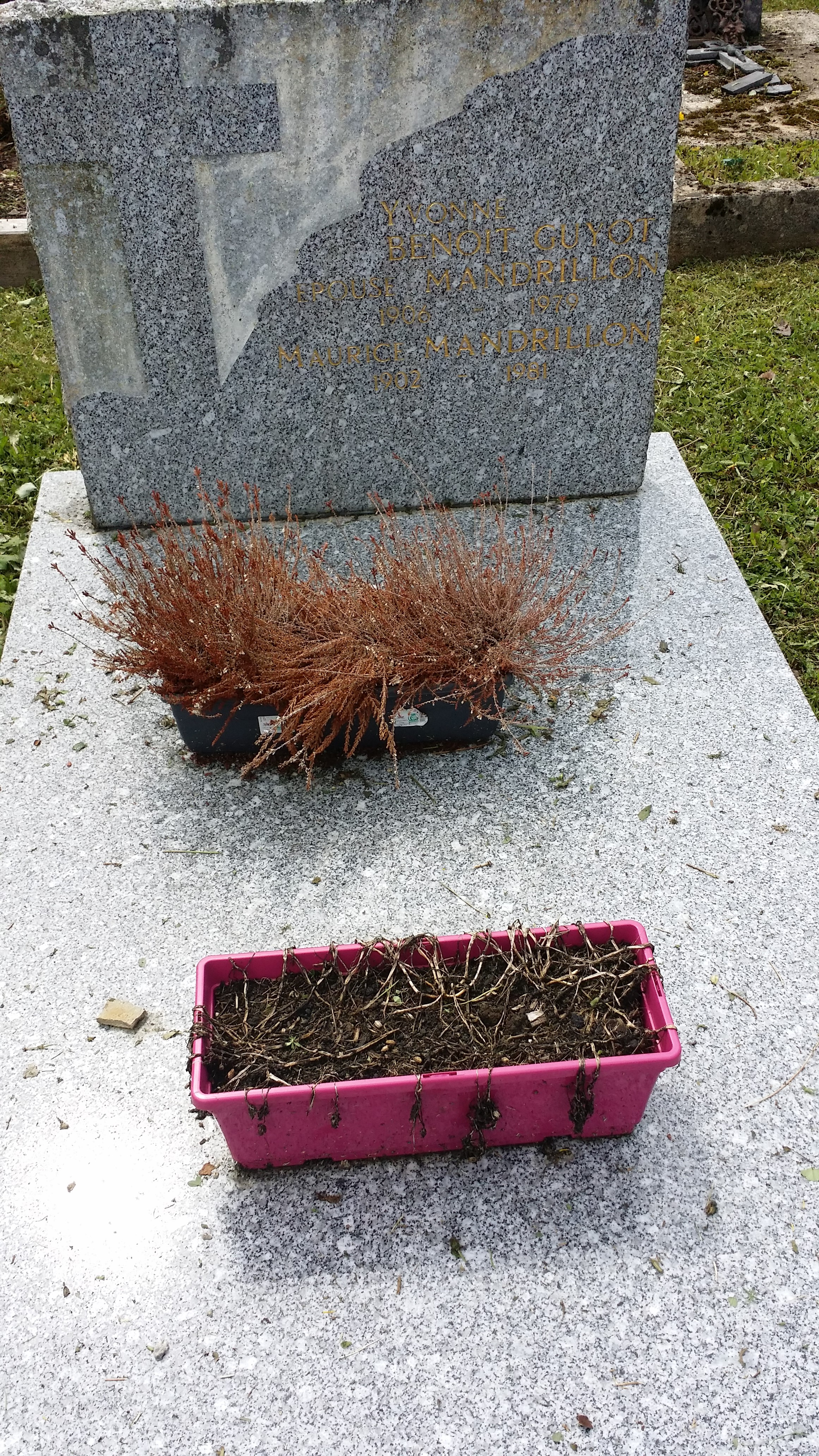
莫里斯·芒德里永墳墓

莫里斯·芒德里永（法語：Maurice Mandrillon，1902年8月23日—1981年2月11日），法国男子越野滑雪、跳台滑雪运动员。他曾代表法国参加1924年和1928年冬季奥林匹克运动会，获得一枚铜牌。

## 家庭
哥哥卡米耶·芒德里永。